# شهید (فیلم ۱۹۴۸)
شهید (به هندی: Shaheed) فیلمی محصول سال ۱۹۴۸ و به کارگردانی رامش سیگال است. در این فیلم بازیگرانی همچون دیلیپ کومار، کامینی کاشال ایفای نقش کرده‌اند.